# Casa Casanova
La Casa Casanova és una obra gòtica de Baix Pallars (Pallars Sobirà) inclosa a l'Inventari del Patrimoni Arquitectònic de Catalunya.

## Descripció
Gran casal integrat per diverses construccions disposades al voltant d'un gran pati central amb porxos de diverses mides, d'arcs de mig punt rebaixats o bé apuntats. Al nord es troba un gran edifici rectangular, format per planta baixa i dos pisos superiors, l'accés al qual es realitza principalment pel pati. Al pis principal s'obren grans balcons, mentre que la il·luminació del superior es realitza per finestres. Les parets exteriors es troben cimentades. Al costat d'aquest gran edifici es troba un altre de més antic que forma un cos més sobresortit. Entre ambdós hi ha l'accés al pati. Aquest últim edifici consta de planta baixa i un pis alt. Els murs externs són de pedra vista sense desbastar. La magnífica porta d'entrada és situada al costat mateix de l'accés al pati. És d'arc de mig punt amb grans dovelles molt ben tallades. A la dovella central o clau hi llueix un petit escut en alt relleu i una inscripció il·legible gravada. La façana que dona al pati presenta una porxada a la planta baixa. Les altres construccions que envolten el pati són dependències destinades a pallers, estables, etc. Joan Lluis narra que la Casa Casanova posseeix una magnífica escala on hi ha representades al·legories de les quatre estacions, a més de tenir mobles interessants.

## Història
Casa pairal de la que fou una molt important família pallaresa, la els Senaller, dinastia que mantingué estrets lligams amb l'antiga família comtal i que ha perdurat a la casa fins a l'actualitat.